# Wolf Uecker
Wolf Uecker (* 1921 in Berlin; † 18. Juni 1999 in Ebstorf) war ein deutscher Autor, Reporter und Galerist. Er gründete das Kunstmagazin art.

## Leben und Wirken
Nach dem Krieg war Uecker zunächst als Lektor in einem großen Verlag, anschließend als Reporter beim Stern tätig. Hier trug er unter anderem die Verse zum Comicstrip Reinhold das Nashorn bei, die Zeichnungen stammten von Loriot. In der ersten Buchveröffentlichung der Serie von 1954 wurde er noch mit seinem Namen genannt, in späteren der 1960er und 1970er Jahre trat er unter dem Pseudonym Basil in Erscheinung. Mitte der 1950er Jahre gründete er in Hamburg die Werbeagentur UPS, aus der CoPartner hervorging, die wiederum mit Wilkens fusionierte. Uecker zählte zu den Gründern des Informationsdienstes Der Kontakter, der heute im Besitz des Europa-Fachpresse Verlag ist (einer Tochter der  Süddeutschen Zeitung) und bei Werben & Verkaufen herausgegeben wird.
Im November 1979 gründete er art – Das Kunstmagazin.
Uecker war auch Kunstsammler und besaß eine Galerie. Im Jahr 1981 zog er sich auf einen Bauernhof in der Lüneburger Heide zurück und widmete sich verstärkt seiner Kochleidenschaft. Er verfasste etwa 20 Bücher zu den Themen Kochen, Kunst, Landleben und Reisen.

## Werk (Auswahl)
- art – das Kunstmagazin. Nr. 2. Gruner + Jahr, 1981.
- Trüffeln en vogue. Mosaik, 1988, ISBN 3-570-05793-3.
- Dinner for one: ein Küchensolo. Droemer Knaur, 1988, ISBN 978-3-426-26356-3
- Deutschland deine Küchen. Steinhagen 1988, ISBN 978-3-924678-09-8 (Mit Fotografien von Hans Hansen).
- Das Püree in der Kniekehle der Geliebten. Kulinarische Vorlieben berühmter Leute. Droemer Knaur, 1989, ISBN 978-3-426-26423-2.

- Das neue deutsche Kochbuch. Steinhagen 1990, ISBN 978-3-924678-24-1 (Mit Fotografien von Hans Hansen).
- Im Zeichen der Pfanne. Leidenschaften und Laster eines kochenden Menschen. Droemer Knaur, 1990, ISBN 978-3-426-26486-7 (Zeichnungen von Jiří Slíva).

- Der kleine Ratgeber für liebevolle Köche. Bechtermünz Verlag, 1992, ISBN 3-86047-283-6.
- Landluft. Vom Weg ins Grüne Glück. Hoffmann und Campe, 1993, ISBN 978-3-455-08483-2.
- Der große Uecker. Die neue alte Küche. Hölker, 1997, ISBN 978-3-88117-486-2.
- Dinner for one. Ein Küchensolo. Droemer-Knaur, 1998, ISBN 978-3-426-26356-3.
- Einfach Eintopf. Mit Holzkochlöffel. Hölker, 2000, ISBN 978-3-88117-523-4.
- Auf Spargel reimt sich einfach nichts. Streifzüge durch die kulinarische Poesie. Scherz, 2000, ISBN 978-3-502-12780-2.